# Coleonema
Coleonema es un género con quince especies de plantas  perteneciente a la familia Rutaceae. Son nativos de Sudáfrica y se cultivan como planta ornamental.

## Especies seleccionadas
- Coleonema album
- Coleonema aspalathoides
- Coleonema barosmoides
- Coleonema calycinum
- Coleonema dregeanum
- Coleonema filiforme
- Coleonema gracile